# Orbita cronostazionaria
Si dice orbita cronostazionaria un'orbita sincrona circolare, equatoriale e prograda attorno a Saturno, potenzialmente utilizzabile da satelliti artificiali che necessitassero di trovarsi in ogni istante sempre al di sopra del medesimo punto dell'atmosfera del pianeta. I satelliti in orbita cronostazionaria, come tutti quelli in orbita cronosincrona, sono caratterizzati da un periodo orbitale pari al giorno siderale saturniano.

## Parametri orbitali
Il raggio dell'orbita cronostazionaria è dato dalla formula
{\displaystyle r_{cronos.}={\sqrt[{3}]{\frac {GMT_{rotaz}^{2}}{4\pi ^{2}}}}=112\,226\,km.}
La velocità orbitale di un satellite in una simile orbita sarebbe dunque pari a
{\displaystyle v_{orb}={\frac {2\pi r_{orb}}{T_{rotaz}}}=18,381\,km/s.}
Una siffatta orbita è effettivamente possibile; si trova infatti all'interno della sfera d'influenza gravitazionale saturniana, data dal raggio di Hill secondo la formula
{\displaystyle r_{Hill}=a{\sqrt[{3}]{\frac {m_{Sat.}}{3M_{S}}}}=65\,159\,981\,km.}